# Niobiidae
Niobiidae is een familie van neteldieren uit de klasse van de Hydrozoa (hydroïdpoliepen).

## Geslacht
- Niobia Mayer, 1900